# Valentin Stanič

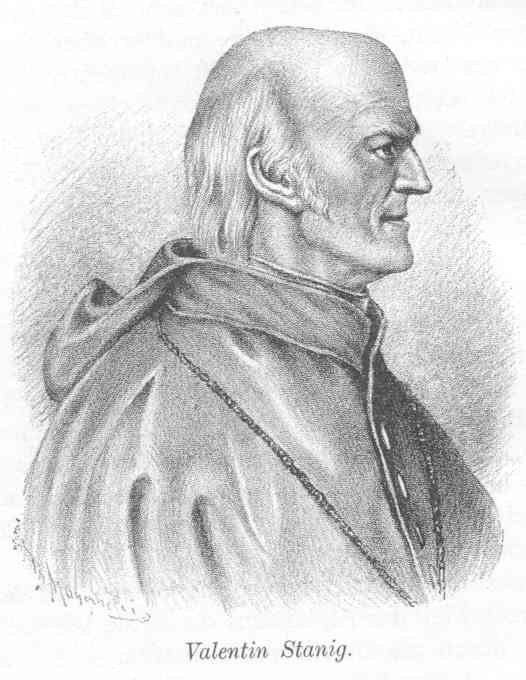
Valentin Stanič

Valentin Stanič, Eigenbezeichnung: Valentin Stanig (* 12. Februar 1774 in Bodrež bei Kanal ob Soči; † 29. April 1847 in Görz, Küstenland) war ein slowenischer Geistlicher, Lehrer, Forscher, Humanist und Bergsteiger.

## Leben
Valentin Stanič wurde als Sohn einer slowenischen Bauernfamilie geboren. Er besuchte das Gymnasium in Klagenfurt, wechselte 1793 an das Akademische Gymnasium Salzburg und studierte von 1798 bis 1802 Philosophie und Theologie an der Benediktineruniversität Salzburg und erhielt 1802 die Priesterweihe. Als Pfarrer und Lehrer machte er sich um die Weiterentwicklung des Schulunterrichts verdient. Nach Jahren seelsorgerischer und Lehrertätigkeit in Banjsice und Rocin ging er auf Bestellung von Bischof Jozef Balant nach Görz, wo er Domkapitular wurde. Valentin Stanič erwarb sich große Verdienste durch die Einführung der Pocken-Impfung, die Förderung der slowenischen Sprache und der Unterrichtung Taubstummer sowie während der Hungersnot von 1816/17 im Kanaltal. 1845 trat er dem Verein wider die Tierquälerei in München bei und gründete im folgenden Jahr eine vergleichbare Institution in Görz. Hier starb er am 29. April 1847.
In die Salzburger Zeit fielen auch seine Erstbesteigungen der Watzmann-Mittelspitze im August 1800 und des Hohen Gölls am 4. September 1800 in den nahen Berchtesgadener Alpen. Stanič nahm auch an der erfolgreichen Expedition teil, die sich 1800 die Erstbesteigung des Großglockners zum Ziel nahm, er machte für seinen Professor Ulrich Schiegg (dieser war bei der Besteigungsmannschaft) Vermessungen von Heiligenblut aus. Nur einen Tag nach den Erstbesteigern stand er am 29. Juli 1800 auf diesem höchsten Gipfel der Hohen Tauern, als erster Tourist. In den Julischen Alpen stand er 1808 auf den Gipfeln des Triglav und des Mangart. In den Bergen führte er Beobachtungen mit Barometer und Thermometer durch.
Anlässlich der Feierlichkeiten zum 200. Jahrestag der Erstbesteigung des Watzmanns wurde am 3. Juli 1999 auf dem Watzmannhaus eine Gedenktafel für Valentin Stanič enthüllt. Bei der Jahreszahl 1799 handelt es sich nicht um ein Versehen, da in der alpinen Literatur sowohl das Jahr 1799 als auch 1800 als Erstbesteigungsjahr genannt werden. Bei der Jahresangabe 1800 dürfte es sich wahrscheinlich um die richtige Angabe handeln, da Stanič selbst ausführte, den Watzmann nach dem Großglockner bestiegen zu haben, sein Briefwechsel bestätigt dies.
Nach ihm ist der Stanigplatz im Münchner Stadtteil Hasenbergl benannt.

## Staničpreis
Seit 1999 vergibt die Sektion München des Deutschen Alpenvereins als Eigentümerin des Watzmannhauses den Valentin-Stanič-Preis an Personen, die sich besondere Verdienste auf humanitärem Gebiet oder beim Natur- und Umweltschutz erworben haben. Bisherige Preisträger waren
- Eduard Kastner, ehemaliger Leiter der Bergwachtsbereitschaft Berchtesgaden, 1999
- Hubert Zierl, früherer Leiter des Nationalparks Berchtesgaden, 2000
- Raphael Hang, Bergwachtmann und Hüttenwirt der Blaueishütte, 2001
- Werner Schnappauf, bayerischer Umweltminister, 2002
- Alfred Lang, 1. Vorsitzender der Alpenvereinssektion Berchtesgaden, 2003
- Alois Glück, Landtagspräsident und Vorsitzender der Bergwacht-Bayern, 2004
- Tatjana M. Peterlin-Neumaier, Physikerin, 2007